# 米沢市立興譲小学校
米沢市立興譲小学校（よねざわしりつ こうじょうしょうがっこう）は山形県米沢市にある公立小学校。

## 沿革
- 1880年（明治13年）9月25日 - 開校
- 1941年（昭和16年） - 国民学校令により、興譲国民学校に改称
- 1947年（昭和22年） - 学制改革により、米沢市立興譲小学校に改称

## 教育目標
- 自ら学ぶ子ども
- 思いやりのある子ども
- 心身ともにたくましい子ども
- ふるさとを愛する子ども

## 通学区域
- 相生町(1番、2番、3番、4番、5番、6番、7番1号から63号まで、7番105号から137号まで)、大町三丁目、大町四丁目、大町五丁目、桜木町、城北一丁目(2番8号から35号まで、3番4号から27号まで、7番15号から25号まで、8番7号から39号まで)、中央一丁目、中央二丁目(1番1号から13号まで、1番29号から32号まで、2番1号から8号まで、3番、4番、5番、6番1号から29号まで)、中央三丁目(2番1号から20号まで、3番、4番、5番5号から29号まで、6番12号から34号まで、9番2号から31号まで、10番)、中央四丁目(1番18号から51号まで、2番1号から14号まで、2番35号から43号まで)、門東町一丁目(5番24号から33号まで)、門東町二丁目、門東町三丁目、松が岬二丁目(1番1号、1番71号から86号まで、2番1号から3号まで、2番70号から74号まで、3番1号から4号まで、3番44号から54号まで、5番1号から4号まで、5番40号から46号まで、6番1号から7号まで)、松が岬三丁目(1番5号から51号まで、2番、3番、4番、5番、6番)、丸の内一丁目(1番、5番、6番、7番、9番1号から3号まで、9番25号から30号まで)、丸の内二丁目、鍛冶町、川井小路、立町[3]

## 卒業後
- 第一中学校へ進学する。